# Lasioglossum micante
Lasioglossum micante är en biart som beskrevs av Michener 1993. Lasioglossum micante ingår i släktet smalbin, och familjen vägbin. Inga underarter finns listade i Catalogue of Life.